# Amblyrhynchichthys truncatus
Amblyrhynchichthys truncatus är en fiskart som först beskrevs av Bleeker, 1851.  Amblyrhynchichthys truncatus ingår i släktet Amblyrhynchichthys och familjen karpfiskar. Inga underarter finns listade i Catalogue of Life.